# Gasteria pillansii
Gasteria pillansii là một loài thực vật có hoa trong họ Măng tây. Loài này được Kensit mô tả khoa học đầu tiên năm 1910.

## Hình ảnh

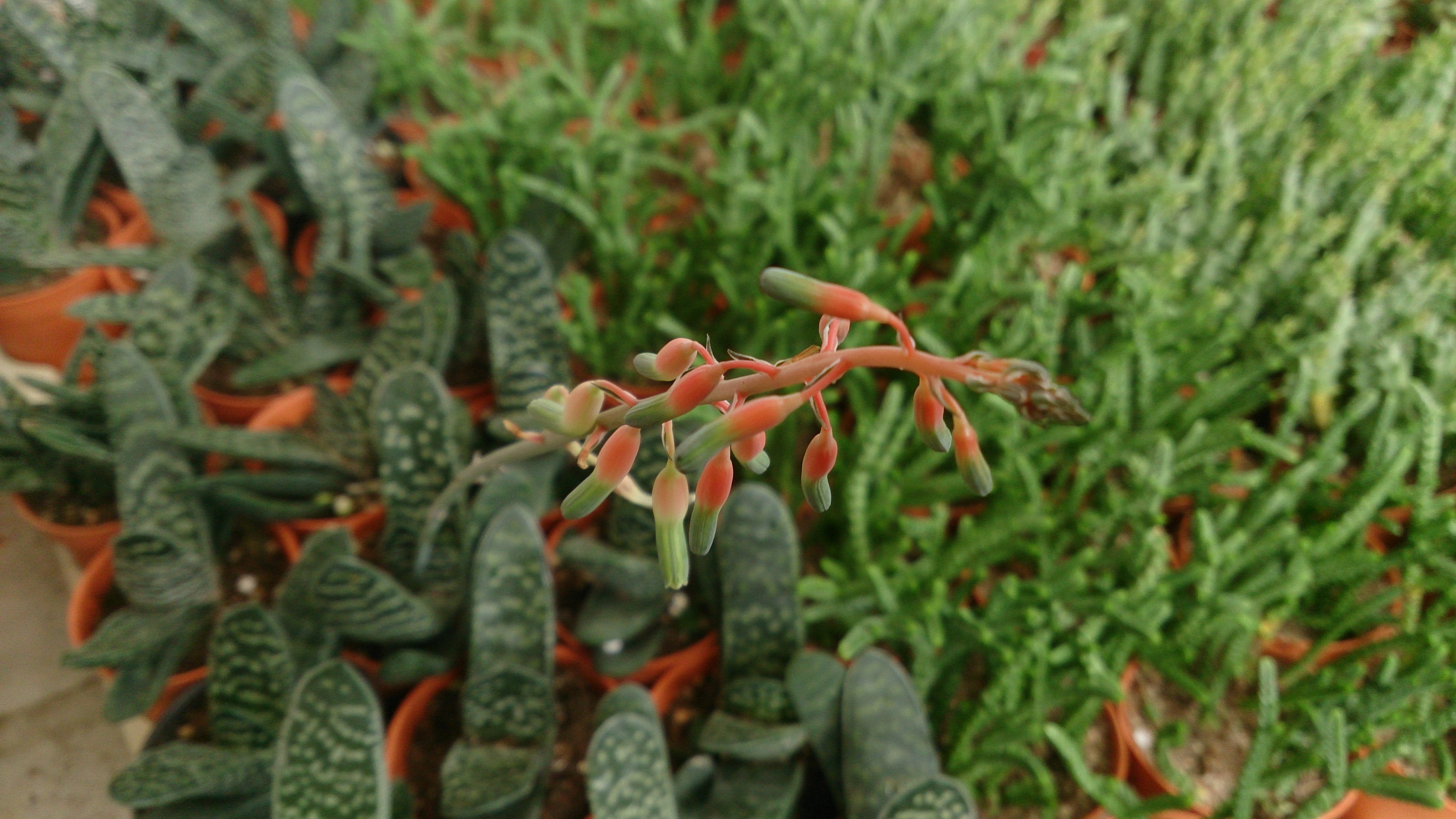
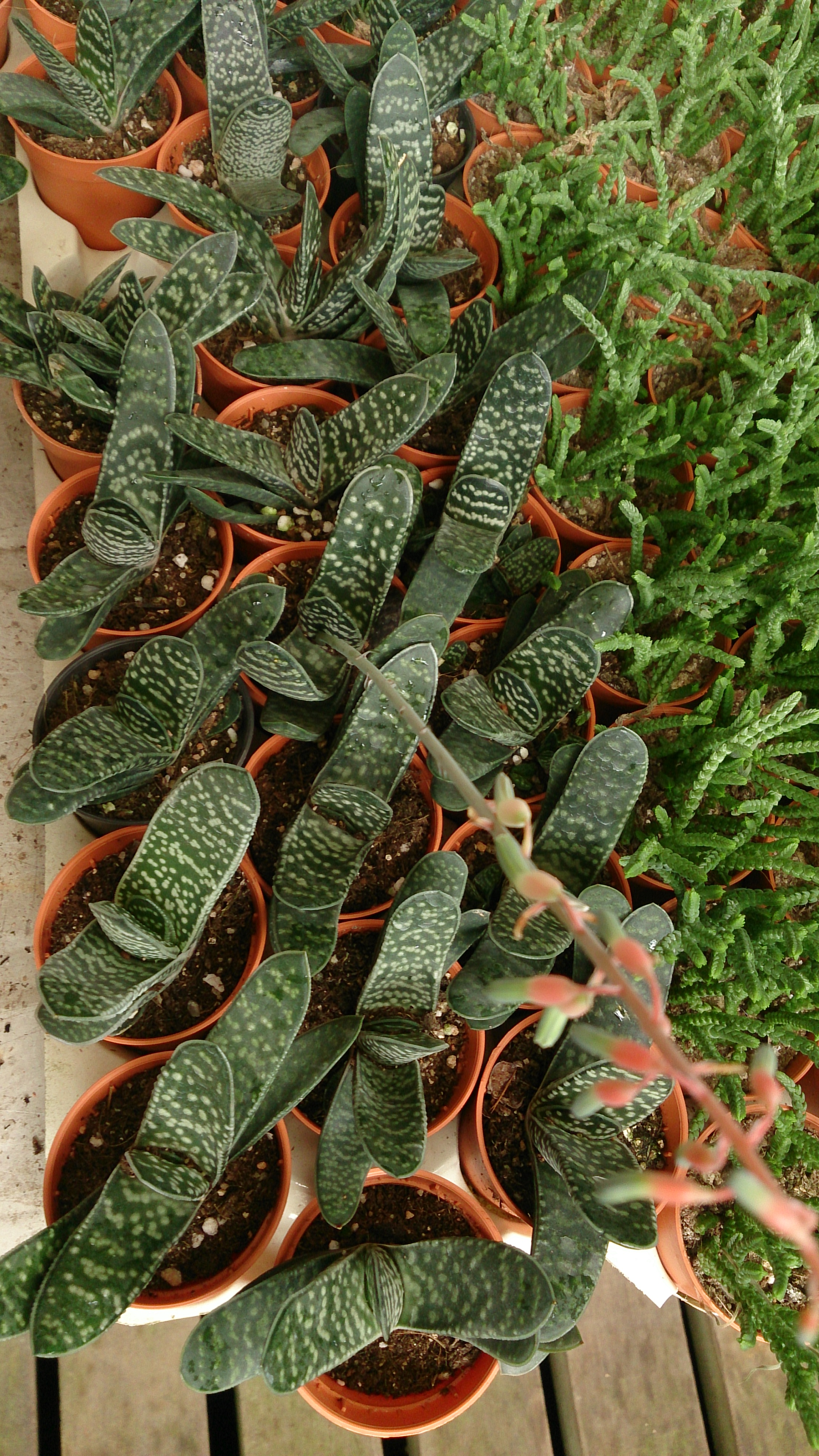
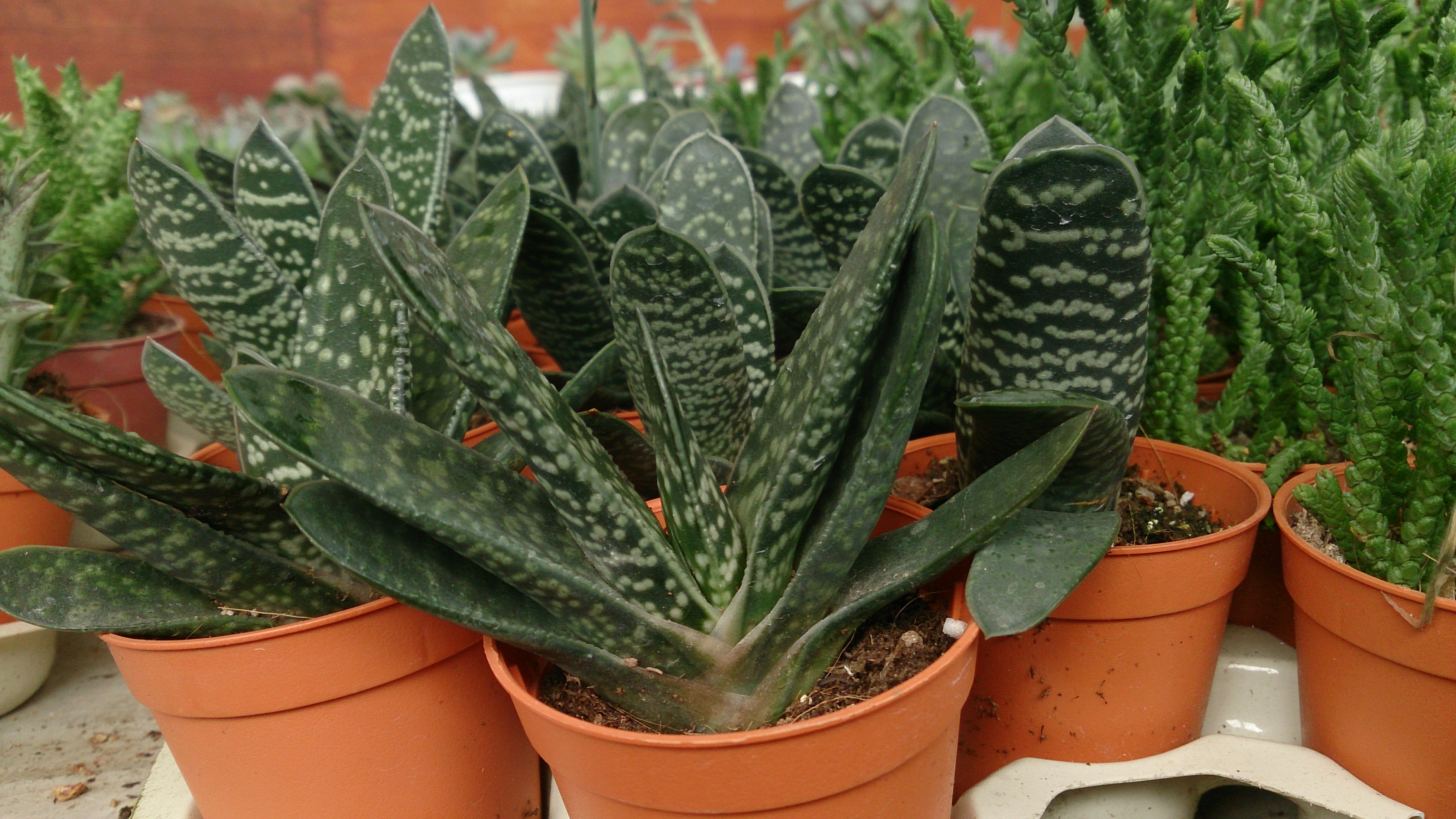